# أنجير (كارولاينا الشمالية)
أنجير (بالإنجليزية: Angier town, North Carolina)‏ هي بلدة تقع بولاية كارولاينا الشمالية في الولايات المتحدة. تبلغ مساحتها 8.10 كم2، وترتفع عن سطح البحر 89.00160000000001 م، بلغ عدد سكانها 4,350 نسمة في عام 2010 حسب إحصاء مكتب تعداد الولايات المتحدة وتصل الكثافة السكانية فيها 537 نسمة لكل كيلومتر مربع (1,390.8/ميل2).

## التركيبة السكانية
حدّد مكتب تعداد الولايات المتحدة بيانات التركيبة السكانية لأنجير في تعداد الولايات المتحدة. في ما يلي، التركيبة السكانية حسب تعدادي 2000 و2010.

### تعداد عام 2000
بلغ عدد سكان أنجير 3,419 نسمة بحسب تعداد عام 2000، وبلغ عدد الأسر 1,356 أسرة وعدد العائلات 871 عائلة مقيمة في البلدة. في حين سجلت الكثافة السكانية 422.1 نسمة لكل كيلومتر مربع (1,093.2/ميل2). وبلغ عدد الوحدات السكنية 1,478 وحدة بمتوسط كثافة قدره 182.5 لكل كيلومتر مربع (472.7/ميل2).
وتوزع التركيب العرقي للبلدة بنسبة 67.42% من البيض و23.37% من الأمريكيين الأفارقة و0.41% من الأمريكيين الأصليين و0.94% من الأمريكيين ذوي الأصول الآسيوية و0.03% من سكان جزر المحيط الهادئ و6.23% من الأعراق الأخرى و1.61% من عرقين مختلطين أو أكثر و12.17% من الهسبانيون أو اللاتينيون من أي عرق.
بلغ عدد الأسر 1,356 أسرة كانت نسبة 36.2% منها لديها أطفال تحت سن الثامنة عشر تعيش معهم، وبلغت نسبة الأزواج القاطنين مع بعضهم البعض 43.2% من أصل المجموع الكلي للأسر، ونسبة 16.7% من الأسر كان لديها معيلات من الإناث دون وجود شريك، بينما كانت نسبة 4.3% من الأسر لديها معيلون من الذكور دون وجود شريكة وكانت نسبة 35.8% من غير العائلات. تألفت نسبة 28.3% من أصل جميع الأسر من عدة أفراد يعيشون في نفس المنزل ونسبة 10% كانت تتألف من شخص يعيش بمفرده يبلغ من العمر 65 عاماً أو أكثر. وبلغ متوسط حجم الأسرة المعيشية 2.46، أما متوسط حجم العائلات فبلغ 3.00.
بلغ العمر الوسطي للسكان 32.7 عاماً. وكانت نسبة 25.4% من القاطنين تحت سن الثامنة عشر، وكانت نسبة 10.3% بين الثامنة عشر والرابعة والعشرين عاماً، ونسبة 32.1% كانت واقعةً في الفئة العمرية ما بين الخامسة والعشرين والرابعة والأربعين عاماً، ونسبة 19.5% كانت ما بين الخامسة والأربعين والرابعة والستين، ونسبة 10.1% كانت ضمن فئة الخامسة والستين عاماً فما فوق. يوجد لكل 100 أنثى 92.8 ذكر، ويوجد لكل 100 أنثى في الثامنة عشر من عمرها فما فوق 89.8 ذكر.
بلغ متوسط دخل الأسرة في البلدة 33,849 دولارًا، أما متوسط دخل العائلة فبلغ 43,784 دولارًا. وكان متوسط دخل الذكور 30,215 دولارًا مقابل 26,028 دولارًا للإناث. وسجل دخل الفرد الخاص بالبلدة 15,985 دولارًا. وكانت نسبة 10.6% من العائلات ونسبة 16.3% من السكان تحت خط الفقر، وكان من هؤلاء نسبة 15.2% تحت سن الثامنة عشر ونسبة 30.4% في الخامسة والستين من العمر وما فوق.

### تعداد عام 2010
بلغ عدد سكان أنجير 4,350 نسمة بحسب تعداد عام 2010، وبلغ عدد الأسر 1,672 أسرة وعدد العائلات 1,104 عائلة مقيمة في البلدة. في حين سجلت الكثافة السكانية 537 نسمة لكل كيلومتر مربع (1,390.8/ميل2). وبلغ عدد الوحدات السكنية 1,829 وحدة بمتوسط كثافة قدره 225.8 لكل كيلومتر مربع (584.8/ميل2).
وتوزع التركيب العرقي للبلدة بنسبة 61.72% من البيض و21.72% من الأمريكيين الأفارقة و0.83% من الأمريكيين الأصليين و0.55% من الأمريكيين ذوي الأصول الآسيوية و0.02% من سكان جزر المحيط الهادئ و13.08% من الأعراق الأخرى و2.07% من عرقين مختلطين أو أكثر و20.34% من الهسبانيون أو اللاتينيون من أي عرق.
بلغ عدد الأسر 1,672 أسرة كانت نسبة 35.8% منها لديها أطفال تحت سن الثامنة عشر تعيش معهم، وبلغت نسبة الأزواج القاطنين مع بعضهم البعض 42.7% من أصل المجموع الكلي للأسر، ونسبة 17% من الأسر كان لديها معيلات من الإناث دون وجود شريك، بينما كانت نسبة 6.3% من الأسر لديها معيلون من الذكور دون وجود شريكة وكانت نسبة 34% من غير العائلات. تألفت نسبة 27% من أصل جميع الأسر من عدة أفراد يعيشون في نفس المنزل ونسبة 11.6% كانت تتألف من شخص يعيش بمفرده يبلغ من العمر 65 عاماً أو أكثر. وبلغ متوسط حجم الأسرة المعيشية 2.58، أما متوسط حجم العائلات فبلغ 3.14.
بلغ العمر الوسطي للسكان 34.3 عاماً. وكانت نسبة 27.7% من القاطنين تحت سن الثامنة عشر، وكانت نسبة 8.8% بين الثامنة عشر والرابعة والعشرين عاماً، ونسبة 29.4% كانت واقعةً في الفئة العمرية ما بين الخامسة والعشرين والرابعة والأربعين عاماً، ونسبة 21.4% كانت ما بين الخامسة والأربعين والرابعة والستين، ونسبة 12.8% كانت ضمن فئة الخامسة والستين عاماً فما فوق. وتوزع التركيب الجنسي للسكان بنسبة 47.3% ذكور و52.7% إناث.

## وصلات خارجية
- الموقع الرسمي